# Gatica (Vizcaya)
Gatica (oficialmente en euskera: Gatika) es un municipio de la provincia de Vizcaya, País Vasco (España).

## Historia
Hacia mediados del siglo XIX, el lugar, por entonces una anteiglesia ya con ayuntamiento propio, tenía contabilizada una población de 890 habitantes. Aparece descrito en el octavo volumen del Diccionario geográfico-estadístico-histórico de España y sus posesiones de Ultramar de Pascual Madoz con las siguientes palabras:

GATICA: anteigl. con ayunt. en la prov. de Vizcaya, part. jud. de Bilbao (2 1/2 leg.), aud. terr. de Burgos (30), c. g. de las Provincias Vascongadas (á Vitoria 16), dióc. de Calahorra (29), pertenece á la merind. de Uribe, y tiene el 54.º voto y asiento en las juntas de Guernica: sit. al NE. de Bilbao, parte en un cerro y parte á las faldas meridional y occidental del monte Magalgarrazaga, promediando un llano por el que corre el r. Plencia; su clima frío y saludable. Cuenta 117 casas, distribuidas en los 9 barrios de Butron, Garay, Gorordo, Libarona, Igartua, Sertuchas, Ugarte, Urresti y Zurbana; hay casa municipal, la torre ó cast. de Butron, cuya muralla es de 13 pies de espesor, y 4 cubos con troneras para varios cañones, está inmediata á la ría, sostiene escuela pagada en cantidad de 1,000 rs. por los vec. y 200 por el ayunt, á la que concurren 30 niños y 16 niñas. La igl. parr. (Santa Maria), fundada en el siglo XV y reedificada en 1708, es matriz de la de San Martín de Lanquiniz, y se halla servida por 4 beneficiados, uno de los cuales reside en La Hijuela: tambien hay una ermita, dedicada á Sta. Maria Magdalena. El term. confina N. y E. Urduliz; S. Munguia, y O. Lujua. El terreno es de buena calidad y bastante fértil; lo baña el espresado r., al cual cruza un puente de sillería de 2 arcos, llamado Arzubi. caminos: además de varios carretiles, pasa por la anteigl. el de Bilbao á Bermeo. El correo se recibe de Munguia, por peatron, prod.: maíz, trigo, legumbres y frutas: mantiene ganado vacuno y de cerda; cría alguna caza y pesca. ind.: 2 ferrerías y 6 molinos harineros. pobl.: 168 vec., 890 alm. riqueza imp.: 275,688 rs. contr.: 4,411 rs. El presupuesto municipal asciende á 3,522 rs., que se cubren con 470, prod. de la leña seca y hoja de sus arbolados y 3.159 rs. en que están arrendados los arbitrios sobre vino y aguardiente; el secretario está dotado con 640 reales anuales.
(Madoz, 1847, pp. 331-332)

En 2022, tenía empadronados 1642 habitantes.

## Demografía
Gatica cuenta con una población de 1633 habitantes (INE 2024).
| Gráfica de evolución demográfica de Gatica entre 1842 y 2021 |
| |
| Población de derecho según los censos de población del INE Población de hecho según los censos de población del INEEn estos censos se denominaba Gatica: 1842, 1857, 1860, 1877, 1887, 1897, 1900, 1910, 1920, 1930, 1940, 1950, 1960, 1970, 1981 y 1991 |

## Administración y política

### Gobierno municipal
| Partido político                                              | 2023  | 2023  | 2023       | 2019  | 2019  | 2019       | 2015  | 2015  | 2015       | 2011  | 2011  | 2011       | 2007  | 2007  | 2007       |
| Partido político                                              | %     | Votos | Concejales | %     | Votos | Concejales | %     | Votos | Concejales | %     | Votos | Concejales | %     | Votos | Concejales |
| Euzko Alderdi Jeltzalea-Partido Nacionalista Vasco (EAJ-PNV)  | 46,73 | 429   | 4          | 52,42 | 508   | 5          | 44,06 | 408   | 4          | 39,82 | 391   | 4          | 37,06 | 348   | 4          |
| Gatikako Talde Independientea (GTI)                           | 31,26 | 287   | 3          | 19,09 | 185   | 2          | 28,83 | 267   | 3          | 32,48 | 319   | 3          | —     | —     | —          |
| Euskal Herria Bildu (EH Bildu)-Bildu-EAE-ANV                  | 20,04 | 184   | 2          | 24,14 | 234   | 2          | 23,54 | 218   | 2          | 23,01 | 226   | 2          | 33,23 | 312   | 3          |
| Partido Socialista de Euskadi-Euskadiko Ezkerra (PSE-EE PSOE) | 0,98  | 9     | 0          | 2,88  | 28    | 0          | 1,73  | 16    | 0          | 2,14  | 21    | 0          | 2,88  | 27    | 0          |
| Partido Popular del País Vasco (PP)                           | 0,21  | 2     | 0          | 0,82  | 8     | 0          | 0,76  | 7     | 0          | 1,43  | 14    | 0          | 1,6   | 15    | 0          |
| Eusko Alkartasuna (EA)                                        | —     | —     | —          | —     | —     | —          | —     | —     | —          | —     | —     | —          | 20,77 | 195   | 2          |
| Ezker Batua-Berdeak (EB-B)-Aralar                             | —     | —     | —          | —     | —     | —          | —     | —     | —          | —     | —     | —          | 2,66  | 25    | 0          |

### Organización territorial
El municipio está conformado, según el Instituto Nacional de Estadística, por las entidades de población de Butrón, Gorordo, Igartua, Libaroa, Ugarte, Urresti, Zurbano, Garay, Sertucha y Lubarrietaondo.